# Савана Самсон
Савана Самсон (енгл. Savanna Samson; Рочестер, 14. октобар 1967), право име Натали Оливерос (енгл. Natalie Oliveros), бивша је америчка порнографска глумица.
Добитница је неколико престижних АВН награда, највећи део каријере провела је у сарадњи са компанијом Вивид Ентертејнмент. Такође је власница студиа Savanna Samson Productions. Рођена је у Рочестеру, у порно индустрији је почела да ради од 2000. и од тада је глумила у више од 100 порно филмова. Године 2011. примљена је у АВН Кућу славних.
Савана Самсон је гостовала у бројним телевизијским емисијама као што су Saturday Night Live, The Daily Show и 30 Rock. Поред снимања порно филмова, ради као радио-водитељка и дописница у часописима, основала је компанију за производњу вина Savanna Samson Wines.

## Младост
Натали је одрасла у католичкој породици у Вотертауну, поред још четири сестре. У узрасту од 6 година креће на плес, а са седамнаест година се преселила у Њујорк да би започела каријеру балерине. Међутим, убрзо је одустала од тога, јер по њеним речима није била довољно добра у томе. На препоруку своје сестре, која је радила у једном стриптиз бару на Менхетну, Натали је започела да ради као плесачица. Убрзо после тога, узела је псеудоним Савана по улози у филму Господар плиме. Касније, када је почела да се појављује у филмовима за Вивид, додаје презиме Самсон да би се разликовало од друге порно глумице са истим надимком.

## Каријера
Самсонова је започела да снима филмове 2000, након што је написала писмо познатом италијанском порно глумцу и редитељу Року Сифредију, тражећи да ради са њим. Први филм, Rocco Meats An American Angel In Paris, био је номинован за најбоље страно издање на додели АВН награда. Њена породица је ускоро открила да снима порно филмове када се појавила у емисијама The Howard Stern Show и Entertainment Tonight. Самсонова је навела 2006, како су јој родитељи били разочарани избором посла којим се бави.
У априлу 2002, потписала је ексклузивни уговор са Вивид Ентертејнментом. Наставила је да живи у Њујорку, а у Калифорнији снима филмове за компанију.
Године 2003, Савана је била једна од три Вивид девојке, чије су биографије и фотографије постављене у часопису Ванити Фер у годишњем прегледу шоу бизниса. Њихови профили су постављени поред биографија других забављача, као што су Данијел Деј-Луис и Џулијана Мур. Она је такође била једна од девојака Вивид, која је написала књигу How to Have a XXX Sex Life: The Ultimate Vivid Guide, објављена 20. јула 2004. у издању РеганБукс.
Маја 2004, заједно са неколико порно глумица постаје колумниста за AVNInsider.com. На додели АВН награда 2004, победила је у категорији најбоља глумица и најбоља сцена групног секса, за улогу у филму Looking In из 2003. године.
Уз комичара Теа Видала, била је водитељка церемоније доделе АВН награда 2005, на којој је и сама освојила две награде. У фебруару 2005, Самсон је почела да води радио емисију на интернет станици Electric Eye Radio Касније те године, глуми поред Џене Џејмсон у Вивидовом високобуџетном римејку филма Ђаво у госпођи Џоунс. Улога госпође Џоунс донела јој је 2006. АВН награде за најбољу глумицу и најбољу сцену секса са девојкама.
Самсонова је најавила почетком 2006. да ће покренути и сопствену продукцијску кућу, под називом Savanna Samson Productions. Током 2006. појавила се у емисији Тајра Бенкс шоу, Др Кит Аблов шоу, Тајна живота жена, и по други пут у Суботом увече уживо.
У јуну 2007, Savanna Samson Productions је објавио своје прво остварење, Any Way You Want Me, филм у коме глуми Самсонова. Такође, појављује се у филму из 2007. Деби осваја Далас... Опет, који је наставак култног класика из 1978. Деби осваја Далас. Филм је освојио АВН награду за најбољу сцену групног секса 2008. године. У 2008. и 2009. је била неколико пута номинована за најбољу глумицу, а 2009. за улогу у филму Miles from Needles. Била је фотографисана у најпознатијим часописима за мушкарце као што су Пентхаус, Leg Show, Steppin' Out, италијанска верзија магазина Максим и многи други..
Године 2011, истекао јој је уговор са Вивидом и њен последњи порно филм био је Savanna Samson Is the Masseuse. Исте године је примљена у АВН Кућу славних. Током своје каријере, према порнографској интернет бази података, појавила се у преко 100 филмова за одрасле укључујући компилације.

## Вино
Године 2005, за време одмора у Тоскани (Италија), Самсонова је одлучила да се бави производњом вина. Када је била дете, често је маштала о томе да има свој сопствени виноград.
Основала је компанију Savanna Samson Wines, и консултовала се са италијанским винаром Робертом Чипресом како би јој помогао у производњи квалитетног вина. Убрзо је почела производња, а на етикети флаше штампана је слика глумице у хаљини и штиклама са високим потпетицама. Вински критичар Роберт Паркер оценио је вино оценом 90-91 од максималних 100, притом описујући га као веома добро. Свечана презентација производа одржана је 27. фебруара 2006. у једном од ресторана на Менхетну. Од 2007, компанија је почела производњу још две врсте вина.

## Награде
- 2004 AVN Award - Best Actress - Looking In[12]
- 2004 AVN Award - Best Group Sex Scene – Film - Looking In[12]
- 2005 AVN Award - Best All-Girl Sex Scene – Film - The Masseuse (са Џеном Џејмсон)[15]
- 2005 AVN Award - Best Group Sex Scene – Film - Dual Identity[12]
- 2005 Eroticline Award - Best Erotic Actress in the World[38]
- 2006 XRCO Award - Best Single Performance – Actress - The New Devil in Miss Jones[39]
- 2006 AVN Award for Best Actress – Film - The New Devil in Miss Jones[18]
- 2006 AVN Award - Best All-Girl Sex Scene – Film - The New Devil in Miss Jones[18]
- 2007 GayVN Award - Best Non-Sexual Performance - Michael Lucas' La Dolce Vita
- 2008 AVN Award for Best Group Sex Scene – Film - Debbie Does Dallas ... Again[27]
- 2011 AVN Hall of Fame[40]

## Изабрана филмографија
- 2003 : Rocco Meats an American Angel in Paris
- 2003 : Looking In
- 2004 : The Masseuse
- 2005 : The New Devil in Miss Jones
- 2006 : Colors
- 2007 : Rough Draft
- 2007 : Where the Boys Aren't 18
- 2008 : Where the Boys Aren't 19
- 2009 : I Was a Teenage MILF
- 2010 : The Devil in Miss Jones: The Resurrection